# Terme di Petriolo

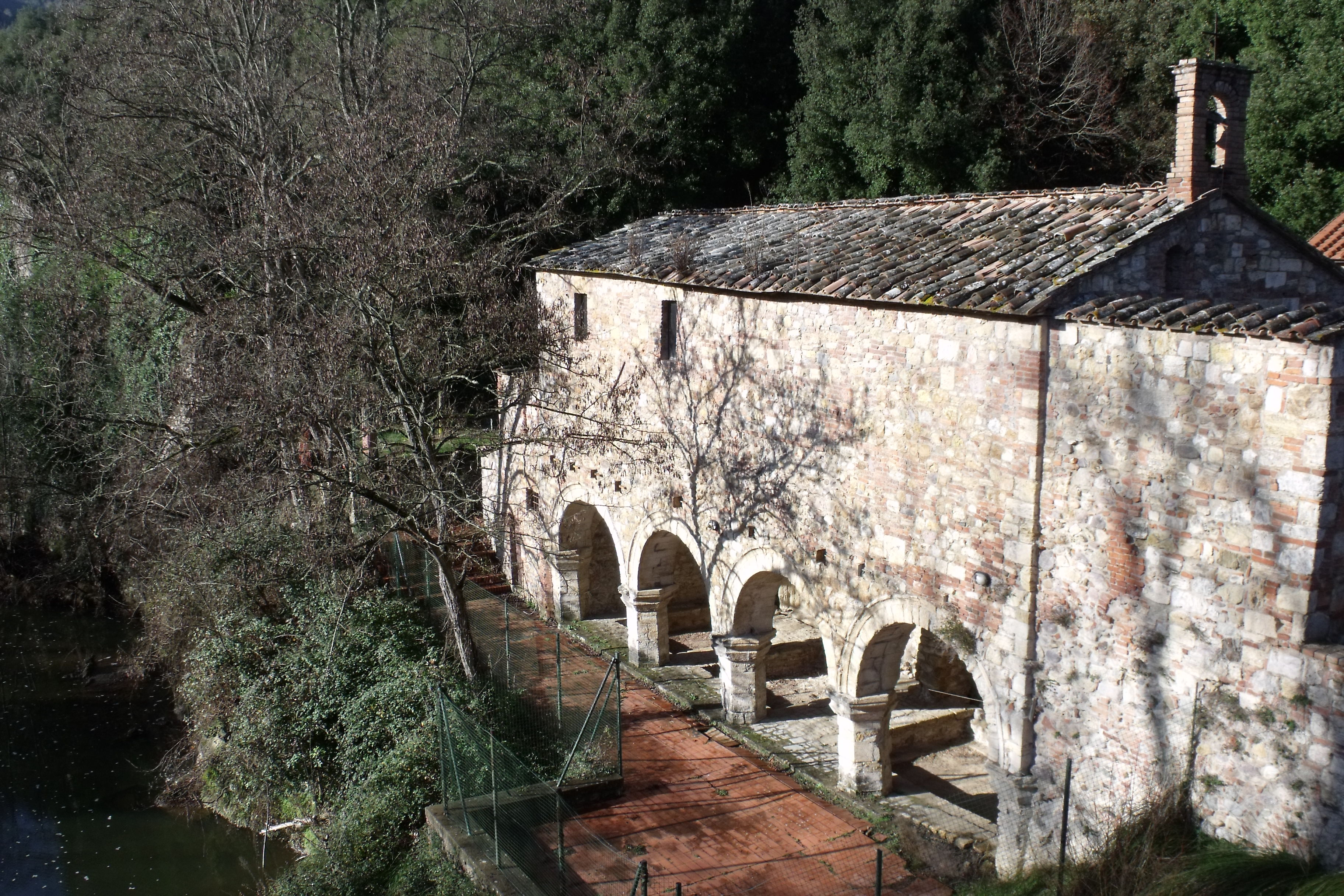
Bagni di Petriolo

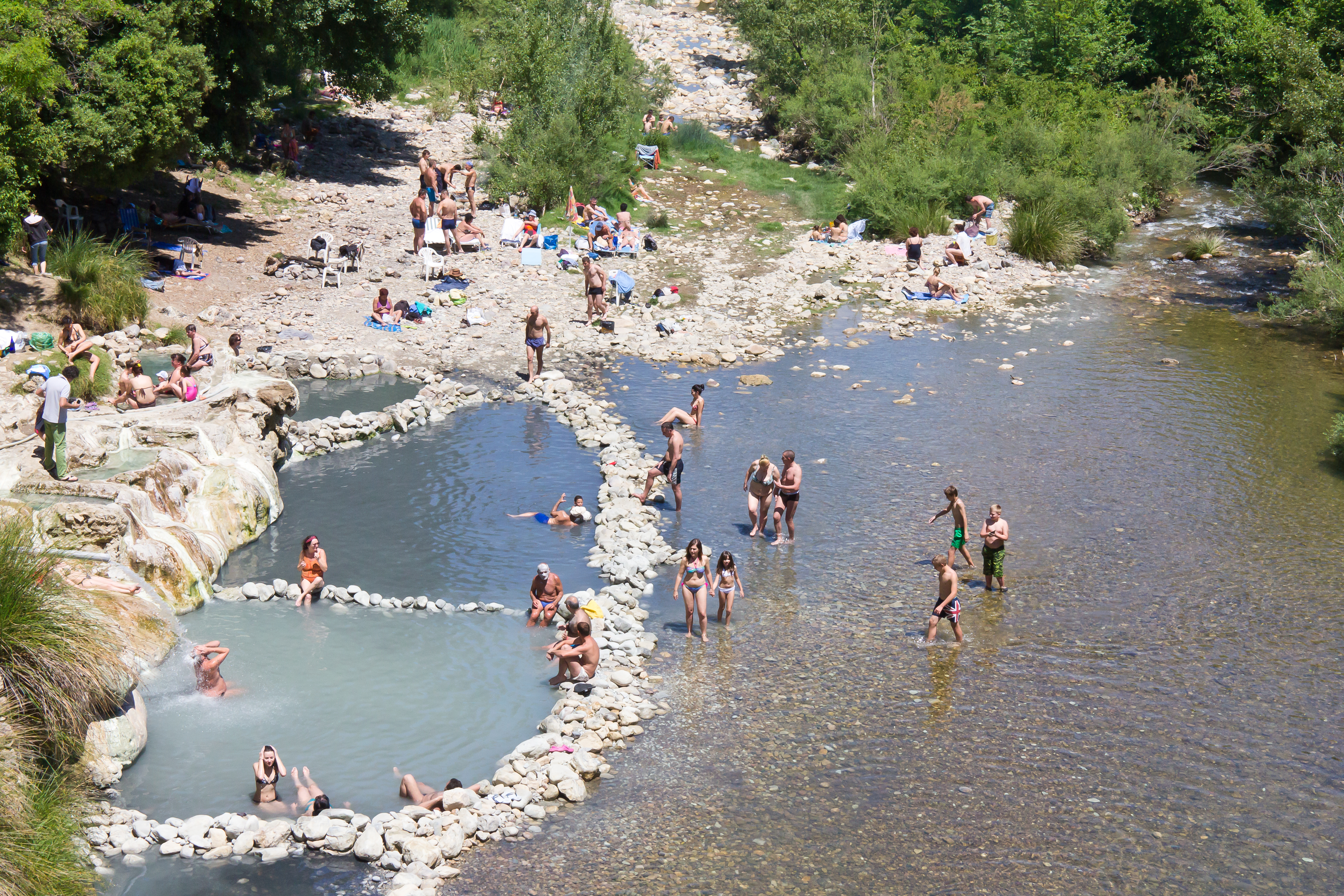
Terme di Petriolo

Le terme di Petriolo (o Bagni di Petriolo) costituiscono una sorgente termale della Toscana. L'ubicazione è nella valle dell'Ombrone, lungo il corso del fiume Farma, al confine tra i comuni di Monticiano e Civitella Paganico, rispettivamente in provincia di Siena e in quella di Grosseto.

## Storia
Le terme di Petriolo erano già conosciute fin dall'epoca romana, tanto da essere citate in un'orazione di Cicerone e in un epigramma di Marziale; inoltre, nella zona sono stati rinvenuti alcuni resti di epoca etrusca e romana, sia nel versante grossetano che in quello senese. Il toponimo è, tuttavia, di epoca duecentesca.
In epoca rinascimentale, e più precisamente all'inizio del Quattrocento, fu costruito il primo complesso termale in muratura, dinanzi alla sponda settentrionale del Farma, nel territorio comunale di Monticiano. La struttura si presenta dall'aspetto fortificato, con strutture murarie in pietra e loggiato. Proprio durante il Rinascimento, le terme assunsero un notevole prestigio, tanto che vi si recarono alcuni personaggi della famiglia dei Medici e dei Gonzaga (tra cui Alessandro Gonzaga, che soffriva di rachitismo e il fratello Ludovico III Gonzaga, marchese di Mantova), oltre a papa Pio II.
Nel 1907 Petriolo fu annoverato nella pubblicazione del Ministero dell'Interno riguardante l'elenco ufficiale delle acque minerali d'Italia.

## Caratteristiche
Le acque termali sgorgano ad una temperatura di +43 °C lungo un tratto del fiume Farma e si caratterizzano per la presenza di idrogeno solforato, con concentrazione sulfidrometrica pari a 21 milligrammi al litro. Sono presenti anche anidride carbonica libera, calcio, fluoro e gli ioni cloruro, solfato e idrogenocarbonato.
Tali caratteristiche classificano le acque di Petriolo come acque solfidriche, salso-solfato-bicarbonato-alcalino terrose-ipertermali.
Le sorgenti termali sono fruibili, sia liberamente che presso gli attrezzati stabilimenti termali con annesse strutture alberghiere.